# Tim Phillips
Timothy (Tim) Phillips (Haimhausen (Duitsland), 30 november 1990) is een Amerikaanse voormalig zwemmer.

## Carrière
Bij zijn internationale debuut, op de wereldkampioenschappen kortebaanzwemmen 2010 in Dubai, strandde Phillips in de halve finales van de 100 meter vlinderslag en in de series van de 50 meter vlinderslag.
Op de Pan-Pacifische kampioenschappen zwemmen 2014 in Gold Coast eindigde de Amerikaans als negende op de 100 meter vlinderslag, daarnaast werd hij uitgeschakeld in de series van de 50, 100 en 200 meter vrije slag.
Tijdens de wereldkampioenschappen zwemmen 2015 in Kazan strandde Phillips in de halve finales van de 100 meter vlinderslag en in de series van de 50 meter vlinderslag. Op de 4x100 meter wisselslag zwom hij samen met Matt Grevers, Cody Miller en Ryan Lochte in de series, in de finale veroverden Ryan Murphy, Kevin Cordes, Thomas Shields en Nathan Adrian de wereldtitel. Voor zijn aandeel in de series werd Phillips beloond met de gouden medaille.

## Internationale toernooien
| Jaar | Olympische Spelen | WK langebaan                                                                                   | WK kortebaan                             | PanPacs                                                                                 | Pan-Ams       |
| ---- | ----------------- | ---------------------------------------------------------------------------------------------- | ---------------------------------------- | --------------------------------------------------------------------------------------- | ------------- |
| 2010 |                   |                                                                                                | 21e 50m vlinderslag 14e 100m vlinderslag | geen deelname                                                                           |               |
| 2011 |                   | geen deelname                                                                                  |                                          |                                                                                         | geen deelname |
| 2012 | geen deelname     |                                                                                                | geen deelname                            |                                                                                         |               |
| 2013 |                   | geen deelname                                                                                  |                                          |                                                                                         |               |
| 2014 |                   |                                                                                                | geen deelname                            | series 50m vrije slag series 100m vrije slag series 200m vrije slag 9e 100m vlinderslag |               |
| 2015 |                   | 23e 50m vlinderslag · 13e 100m vlinderslag · 4x100m wisselslag · Phillips zwom enkel de series |                                          |                                                                                         | geen deelname |
| 2016 | geen deelname     |                                                                                                | geen deelname                            |                                                                                         |               |
| 2017 |                   | 8e 50m vlinderslag · 9e 100m vlinder slag · 4x100m wisselslag · Phillips zwom enkel de series  |                                          |                                                                                         |               |
| 2018 |                   |                                                                                                | geen deelname                            | geen deelname                                                                           |               |

## Persoonlijke records
Kortebaan
| Afstand          | Tijd  | Datum            | Plaats |
| ---------------- | ----- | ---------------- | ------ |
| 50m vlinderslag  | 23,47 | 17 december 2010 | Dubai  |
| 100m vlinderslag | 51,45 | 15 december 2010 | Dubai  |

Langebaan
| Afstand          | Tijd  | Datum           | Plaats    |
| ---------------- | ----- | --------------- | --------- |
| 100m vrije slag  | 49,34 | 6 augustus 2014 | Irvine    |
| 50m vlinderslag  | 23,25 | 23 juli 2017    | Boedapest |
| 100m vlinderslag | 51,28 | 1 juli 2016     | Omaha     |